# Бранислав Божиновић
Бранислав Бане Божиновић (Књажевац, 1959) српски је рок музичар, клавијатуриста рок групе Кербер. Завршио је гимназију, нижу музичку школу а после уписао музичку академију. Због рада у групи Кербер, на другој години је напустио музичку академију у Скопљу. У периоду 1980. до 1981. године свирао је са групом Галија. Поред наступа на преко 2000 концерата, у сарадњи са Томиславом Николићем, компоновао је и аранжирао све песме за Кербер, снимио и одсвирао све њихове албуме. Сарађивао је са многим музичарима и групама међу којима су и Зана, Лутајућа срца, Душан Прелевић, Мама рок, Најда. Радио је и наменску музику за луткарско позориште, филмове, композиције за музичке фестивале (зрењанински, будвански, Мајска песма Ниш...).

## Дискографија

### Студијски албуми
1. 1983. Небо је мало за све (RTVLJ)
2. 1985. Ратне игре (RTVLJ)
3. 1986. Сеобе (ПГП РТБ)
4. 1988. Људи и богови (ПГП РТБ)
5. 1990. Пета страна света (ПГП РТБ)
6. 1996. Запис (ПГП РТС)

### Концертни албуми
1. 1989. 121288 (ПГП РТБ)
2. 1999. Unplugged (ПГП РТС)

### Синглови
1. 2003. Свети Никола

### Компилације
1. 1998. Антологија 1983 - 1998 I (Take It Or Leave It)
2. 1991. Антологија 1983 - 1998 II (Take It Or Leave It)

### Бокс сетови
1. 2009. Сабрана дела (ПГП-РТС)